# Niki Reiser
Pour les articles homonymes, voir Reiser.
Niki Reiser, né le 12 mai 1958 à Reinach, est un compositeur suisse de musique de film. Il est également flûtiste.

## Biographie
À l'âge de 9 ans, Niki Reiser savait jouer de la flûte et composer. De 1980 à 1984, il étudie la musique classique, le jazz et la composition au Berklee School of Music à Boston, puis la musique classique à Bâle. En 1986, de retour en Europe, il rencontre lors d'une fête son ami le réalisateur, Dani Levy. Ce dernier l'a vu jouer du jazz et lui propose de composer la musique de son premier film, Du mich Auch.  Le film a obtenu un Critics Award à Cannes en 1987. 

## Filmographie
- 1986 : Du mich auch réalisé par Anja Franke, Dani Levy
- 1986 : Die Nacht der lebenden Schäffchen réalisé par Walder, Zago
- 1989 : RobbyKallePaul réalisé par Dani Levy.
- 1989 : Abgeschleppt réalisé par Dani Levy.
- 1992 : I was on Mars  réalisé par Dani Levy.
- 1993 : Anna annA réalisé par Jürgen Brauer, Greti Kläy.
- 1994 : Keiner liebt mich réalisé par Doris Dörrie.
- 1994 : Wilder Hunger réalisé par Hercli Bundi.
- 1995 : Surprise!  réalisé par Veit Helmer.
- 1995 : Silent Night réalisé par Dani Levy.
- 1996 : Au-delà du silence réalisé par Caroline Link.
- 1996 : Liebling vergiß die Socken nicht réalisé par Tobias Meinecke.
- 1996 : Halbe Herzen réalisé par László I. Kish
- 1997 : Im Namen der Unschuld réalisé par Andreas Kleinert.
- 1998 : Meschugge réalisé par Dani Levy.
- 1998 : Das Trio réalisé par Hermine Huntgeburth.
- 1999 : Das Geheimnis der Sicherheit réalisé par Dani Levy.
- 1999 : Pünktchen und Anton réalisé par Caroline Link.
- 2000 : Kalt ist der Abendhauch réalisé par Rainer Kaufmann.
- 2000 : Ein todsicheres Geschäft réalisé par Matthias X. Oberg.
- 2001 : Heaven réalisé par Tom Tykwer.
- 2001 : Nowhere in Africa réalisé par Caroline Link.
- 2001 : Heidi réalisé par Markus Imboden.
- 2002 : Das fliegende Klassenzimmer réalisé par Tomy Wigand.
- 2002 : Väter réalisé par Dani Levy.
- 2003 : Bouillabaisse réalisé par Frank Papenbroock.
- 2004 : Alles auf Zucker! réalisé par Dani Levy.
- 2004 : Summer Storm réalisé par Marco Kreuzpaintner.
- 2005 : The White Masai réalisé par Hermine Huntgeburth.
- 2006 : Liebesleben réalisé par  Maria Schrader.
- 2007 : Mein Führer – Die wirklich wahrste Wahrheit über Adolf Hitler réalisé par Dani Levy.
- 2008 : Im Winter ein Jahr (A Year Ago in Winter) réalisé par Caroline Link.
- 2009 : Ma belle-famille en Italie réalisé par Neele Leana Vollmar.
- 2009 : Die Wilden Hühner und das Leben réalisé par Vivian Naefe.
- 2010 : Das Leben ist zu lang réalisé par Dani Levy
- 2011 : Das Blaue vom Himmel réalisé par Hans Steinbichler.
- 2011 : Als der Weihnachtsmann vom Himmel fiel réalisé par Oliver Dieckmann.
- 2012 : Die Abenteuer des Huck Finn réalisé par Hermine Huntgeburth.
- 2013 : Das kleine Gespenst réalisé par Alain Gsponer.
- 2022 : Le Brigand Briquambroque (Der Räuber Hotzenplotz) de Michael Krummenacher (de)